# 500 Milhas de Indianápolis de 1999
As 500 Milhas de Indianápolis de 1999 foi a 83ª edição da prova e a terceira prova da temporada. A prova aconteceu no Indianapolis Motor Speedway, e o vencedor foi o piloto sueco Kenny Bräck da equipe A.J. Foyt.

## Resultados

### Corrida
| Pos final | Pos inicial | N.º | Nome                       | Qual    | Rank | Voltas | Led | Posição        |
| --------- | ----------- | --- | -------------------------- | ------- | ---- | ------ | --- | -------------- |
| 1         | 8           | 14  | Kenny Bräck                | 222.659 | 8    | 200    | 66  | Corrida        |
| 2         | 14          | 21  | Jeff Ward                  | 221.363 | 14   | 200    | 3   | Corrida        |
| 3         | 3           | 11  | Billy Boat                 | 223.469 | 3    | 200    | 0   | Corrida        |
| 4         | 4           | 32  | Robby Gordon               | 223.066 | 4    | 200    | 28  | Corrida        |
| 5         | 27          | 55  | Robby McGehee (R)          | 220.139 | 29   | 199    | 0   | Corrida        |
| 6         | 32          | 84  | Robbie Buhl                | 220.115 | 30   | 199    | 0   | Corrida        |
| 7         | 22          | 91  | Buddy Lazier (V)           | 220.721 | 23   | 198    | 0   | Corrida        |
| 8         | 17          | 81  | Robby Unser                | 221.304 | 17   | 197    | 0   | Corrida        |
| 9         | 24          | 22  | Tony Stewart               | 220.653 | 25   | 196    | 0   | Corrida        |
| 10        | 10          | 54  | Hideshi Matsuda            | 222.064 | 10   | 196    | 0   | Corrida        |
| 11        | 11          | 9   | Davey Hamilton             | 221.866 | 11   | 196    | 0   | Corrida        |
| 12        | 33          | 3   | Raul Boesel                | 220.101 | 31   | 195    | 0   | Corrida        |
| 13        | 12          | 42  | John Hollansworth, Jr. (R) | 221.698 | 12   | 192    | 0   | Corrida        |
| 14        | 15          | 20  | Tyce Carlson               | 221.322 | 15   | 190    | 0   | Corrida        |
| 15        | 21          | 96  | Jeret Schroeder (R)        | 220.747 | 22   | 175    | 0   | Motor          |
| 16        | 5           | 28  | Mark Dismore               | 222.962 | 5    | 168    | 0   | Accident T2    |
| 17        | 20          | 19  | Stan Wattles               | 220.833 | 21   | 147    | 0   | Corrida        |
| 18        | 16          | 51  | Eddie Cheever (V)          | 221.315 | 16   | 139    | 4   | Motor          |
| 19        | 26          | 12  | Buzz Calkins               | 220.297 | 27   | 133    | 0   | Corrida        |
| 20        | 23          | 33  | Roberto Moreno             | 220.705 | 24   | 122    | 0   | Transmissão    |
| 21        | 2           | 2   | Greg Ray                   | 225.073 | 2    | 120    | 32  | Acidente (Pit) |
| 22        | 1           | 5   | Arie Luyendyk (V)          | 225.179 | 1    | 117    | 63  | Acidente T3    |
| 23        | 29          | 52  | Wim Eyckmans (R)           | 220.092 | 33   | 113    | 0   | Timing Chain   |
| 24        | 28          | 30  | Jimmy Kite                 | 220.097 | 32   | 110    | 0   | Motor          |
| 25        | 25          | 50  | Roberto Guerrero           | 220.479 | 26   | 105    | 0   | Motor          |
| 26        | 13          | 35  | Steve Knapp                | 221.502 | 13   | 104    | 0   |                |
| 27        | 9           | 4   | Scott Goodyear             | 222.387 | 9    | 101    | 0   | Motor          |
| 28        | 6           | 8   | Scott Sharp                | 222.771 | 6    | 83     | 0   | Transmissão    |
| 29        | 19          | 98  | Donnie Beechler            | 221.228 | 19   | 74     | 0   | Motor          |
| 30        | 7           | 99  | Sam Schmidt                | 222.734 | 7    | 62     | 4   | Accident T1    |
| 31        | 31          | 17  | Dr. Jack Miller            | 220.277 | 28   | 29     | 0   |                |
| 32        | 30          | 92  | Johnny Unser               | 221.197 | 20   | 10     | 0   | Travões        |
| 33        | 18          | 6   | Eliseo Salazar             | 221.265 | 18   | 7      | 0   | Accident T2    |

(V) = vencedor do Indianapolis 500; (R) = Indianapolis 500 rookie